# 台西 (青岛市)
36°03′40″N 120°17′50″E / 36.06111°N 120.29722°E
台西片区，位于中华人民共和国山东省青岛市市南区和市北区西端，西濒胶州湾、南接团岛湾、东临铁路青岛站、北连青岛大港。因原有台西区而得名。现在台西的范围一般指的是河南路以西、胶州湾以东的地区。作为拥有青岛市人口密度最大、居民最集中的纯居住区的老城区，近几年围绕该区域，一批用于拆迁安置和提升居民居住状况的高层居民小区陆续规划建设完成，但该区域中心部分却缺少相关规划建设。《青岛市市南区河南路以西片区控制性详细规划》草案给该区域未来发展的定位为“以航运商务、海岸线开发、站前改造为带动，以城区整体繁荣为目标，集居住、商务贸易、旅游接待、娱乐休闲为一体的现代化综合型城区，是青岛胶州湾的海上门户景观区之一，是青岛主城区中心区的组成部分。”对应台西片区的《青岛市市南西片区控制性详细规划》正在与市南区政府对接，编制完善规划成果后将按程序报批。

## 名称问题
- 该地区的名称常被称为“西镇”，实为受当地公交首末车站（原2路电车站）沿用1935年旧区划名称的影响。同时由于青岛市重心东移和中山路商业街的没落，“台西”正渐渐淡出年轻人的记忆。20世纪末，又因为2路电车的撤出，“台西（或西镇）”公交枢纽车站的地位逐渐被“团岛”车站取代，因而出现了“只知团岛，不闻台西”的现象。为此，当地人在向外人介绍自己的住所时，常说自己住在“团岛”附近。
- “西镇”一词语出台西镇的讹化简称[參⁠ 1]因为“台”字的繁体字（臺）过于复杂，难以被不识字的平民使用而被简化掉，成为“以讹传讹”的谬误（类比“市南区”可简化为“市南”，而不可简化为“南区”），还带有较为深重的“贫民色彩”与台西的现状和市南的城市形象不相称，容易被人们，尤其是青年一代和外地人理解成所谓的“城乡结合部”或“城中村”。

## 著名地标

### 西岭
作为一座“山岭”，西岭的自然实体的主体已经不复存在，其所在的范围一般分为东西两部分，东部指四川路、广州路、贵州路合围的部分，最高点（山顶）位于云南路、西藏路的交叉路口；西部即团岛山。作为台西的重要标志之一，现因其自然实体的消失和配套名称的缺乏而渐渐被人们遗忘。

### 八大峡
该地区为1984年起为扩展台西居住区而由贵州路向南填海建成，由八条（实为十条）以中国国内著名峡谷命名的道路组成。这是条道路自西向东依次为：红山峡路、瞿塘峡路、西陵峡路、观音峡路、明月峡路、龙羊峡路、青铜峡路、巫峡路、刘家峡路、三门峡路。

### 团岛
位于台西片区西南尽端，胶州湾口东侧，最高点海拔8米，虽称作“岛”，实为一近似三角形的“岬角”。团岛原为若干近岸岛礁，中部最大的一个古称“坦岛”。青岛建制后，为减少航行船只事故，将其连同周边的岛礁填平并与大陆相连，改称“团岛”。西南岔的岛礁旧名“游内山”，上有游内山灯塔和团岛炮台；东南岔的岛礁旧名“下安山”，面积较小。团岛常年有海军部队驻扎，2010年游内山东侧进行了填海，面积扩大近一倍；2012年，继续向东填海并与下安山相连，使团岛的形状由原来的人字形变为近似三角形。

### 团岛山
位于团岛四路包围范围内，为西岭余脉，最高点海拔16米，北麓和西麓紧邻胶州湾，东接青岛胶州湾隧道台西三路进口匝道。初为军事基地，山的凹状顶部内有建制初建设的原“西岭炮台”，德租时期扩建为台西镇炮台。现状为规划中的山头公园。

### 淮子口
胶州湾湾口。因原团岛及其南部小岛及一批礁石群，使胶州湾口水流湍急，经常发生船只触礁海滩，“舟者视为畏途”，而得名“淮子口”。“淮”通“坏”的意思。

### 大黑栏和小黑栏
位于青岛湾西部近岸处的两片礁丛，俗称“大岛子”和“小岛子”，误作“大黑澜”和“小黑澜”。青岛话将石头堆称作“石栏子”，故大小黑栏就是大小两个黑色的石头堆的意思。如今大黑栏已被码头完全掩盖；小黑栏除海上皇宫基石外大部分被西陵峡路掩盖。德租时期建于此处海岸边的原德华大学亦俗称俗称“黑澜大学”。作为台西的重要标志之一，现因其自然实体的消失和配套名称的缺乏而渐渐被人们遗忘。

### 小港
德租时期的民用渔港。现为规划中的用于商住和观光的维多利亚港湾。

### 中港
现状为青岛港客运站

### 大港
青岛港老港区。现共有一号至八号，共八个码头。

### 轮渡
1986年成立的青岛轮渡有限责任公司，现营运青岛至黄岛渡轮航班。

### 后海
指胶州湾东岸地区，与市南区南部被称为“前海”的黄海海域对应。有造船厂等，是原市区西部老工业区的南部起点。现规划为居住区和海陆交通枢纽。

### 西大森
大致范围在山西路、四川路、东平路与铁路的合围区域。该地区早期建设有从事进出口业务的大森洋行（Ritthausen, Otto & Co.）的部分工厂，或因此而得名。“西大森”在二十世纪三四十年代成为集贩售、餐饮、娱乐于一体的特色街巷群落，因热闹的天成戏院和平民市场而为当时的老百姓所熟知。著名评剧艺术家新凤霞早年曾在此撂地演出。西大森紧靠天桥。在二十世纪九十年代后因旧城改造而被拆除，昔日的市井文化不复存在。

### 天桥
指1924年10月11日建成，原连接原台西区与原市南区的人行跨铁路桥——定庵桥。后于1948年改称泰云桥，1970年改建并改名为跃进桥。最终于1990年因火车站改造而被拆除，在原址另建地下通道。其周边区域原为农贸市场，现因胶宁高架路三期工程而被拆迁。作为台西的重要标志之一，现因其人文实体的消失而渐渐被人们遗忘。

### 青岛胶州湾隧道
- 2011年6月30日正式通车的青岛胶州湾隧道青岛端出入口全部位于台西片区。其中主进口位于四川路，主出口位于云南路；进口匝道位于台西三路，出口匝道位于团岛二路。

## 主要道路
台西的道路多于德租时期因地势而修建，多曲折迂回和斜坡；少有笔直、宽阔、正南正北的道路。即便是交通干道，大多也因居民区密集，空间受限、建设资金缺乏或总体发展方向定位不明，而无法或没有被扩建改造。
- 四川路——莘县路——冠县路——新疆路（后海幹道）
- 台西三路（台西核心区干道）——云南路（原台西镇街）
- 台西一路 ——嘉祥路
- 台西四路、西藏路——费县路（连接青岛火车站的干道）
- 贵州路（通向市南东部的起点）
- 广州路（南北向干道）
- 东平路（连接铁路青岛站和轮渡青岛站）
- 瞿塘峡路（八大峡干道）
- 西陵峡路（滨海步行道起点）

## 在建项目
根据青岛市建设海湾型都市圈的规划理念发展规划，综合考虑“环湾保护、拥湾发展”战略，结和台西的区位优势，近期，台西范围内正进行大规模建设，具体包括以下几项：
- 新冠高架路，北起杭鞍高架路，南止莘县路立交桥。
- 南、中、北岛组团旧城改造暨小港湾整体改造动迁工程
- 蓝海新港城项目，位于台西二院以西、台西九院以北，西濒胶州湾。用地性质主要为居住、商业、办公、旅游休闲、交通枢纽等。